# Ligier JS19
La Ligier JS19 fu una vettura di Formula 1 con la quale il costruttore francese affrontò la seconda parte della stagione 1982, in sostituzione della versione B della Ligier JS17.  Progettata da Jean-Pierre Jabouille (che fino all'anno prima era pilota per la Ligier stessa) e Michel Beaujon, veniva spinta dal motore Matra MS81 V12 3.0. Dotata di cambio Hewland o Talbot-Ligier era equipaggiata con pneumatici Michelin.
Corse in tutto 9 gran premi facendo il suo esordio nel rocambolesco Gran Premio di Monaco, per poi essere riproposta solo dal Gran Premio d'Olanda. Non fu competitiva come la precedente JS17: ottenne due terzi posti (con Laffite nel Gran Premio d'Austria e  Cheever nel Gran Premio di Las Vegas) e un sesto. Il miglior risultato in prova fu in il quarto posto con Cheever, sempre a Las Vegas.